# Borek Wielki
Borek Wielki – część miasta Sędziszów Małopolski. Dawna wieś w Polsce, położona w województwie podkarpackim, w powiecie ropczycko-sędziszowskim, w gminie Sędziszów Małopolski.
1 stycznia 2019 wraz z Kawęczynem Sędziszowskim, Wolicą Ługową i Wolicą Piaskową włączona do Sędziszowa Małopolskiego.
Dawne integralne części wsi Borek Wielki; po włączeniu Borka Wielkiego do miasta Sędziszów Małopolski zmieniły typ na część miasta.
| SIMC    | Nazwa    | Rodzaj     |
| ------- | -------- | ---------- |
| 1000723 | Dwór     | część wsi  |
| 0660558 | Grobla   | część wsi  |
| 0660564 | Kolonia  | część wsi  |
| 0660570 | Poręby   | przysiółek |
| 0660587 | Zarzecze | część wsi  |

Do 1954 roku siedziba gminy Borek Wielki. W latach 1954–1972 wieś należała i była siedzibą władz gromady Borek Wielki. 
Borek Wielki był wsią królewską starostwa niegrodowego ropczyckiego w województwie sandomierskim w 1629 roku. W latach 1975–1998 miejscowość administracyjnie należała do województwa rzeszowskiego. W latach 1975–1998 miejscowość administracyjnie należała do województwa rzeszowskiego.
Przez miejscowość przepływa Bystrzyca, niewielka rzeka dorzecza Wisły, dopływ Wielopolki.
Miejscowość jest siedzibą parafii pod wezwaniem Matki Boskiej Częstochowskiej, należącej do dekanatu Sędziszów Małopolski, diecezji rzeszowskiej.
Ze wsi pochodzi przedwojenny poseł Tomasz Dyło, poseł na sejm V kadencji Jerzy Zawisza oraz prof. Politechniki Warszawskiej Jerzy Sado.